# Stéphane Tamaillon
 (octobre 2018).
Stéphane Tamaillon, né le 19 novembre 1970 à Montpellier, est un écrivain et scénariste de bande dessinée français.

## Biographie
Après un passage par les Beaux-Arts, il suit des études d'histoire et devient enseignant. Son premier roman, L'Ogre de la Couronne, parait en 2009, suivi de trois autres publications chez Le Seuil et Gründ.
Avec Krine, dont le premier tome parait en septembre 2010, il inaugure une série influencée par l'aventure historique, le fantastique, l'uchronie et le steampunk. Tamaillon s'inspire d'œuvres du XIXe siècle, dont celles d'Arthur Conan Doyle, Mary Shelley, Bram Stoker ou Robert Louis Stevenson. Il poursuivra dans cette voie avec le diptyque intitulé L'Ultramonde.
En 2016, il s'associe avec le dessinateur Laurent Audouin pour publier la série d'albums Cinémonstres, qui compte trois tomes. Il collabore également avec le dessinateur de bande dessinée Thierry Chavant pour un roman graphique prévu pour 2019 aux éditions La Boîte à bulles.
Durant la crise du Covid-19 en 2020, il a participé à un collectif d’auteurs et d’autrices (Cassandra O'Donnell, Carina Rozenfeld, Jean-Luc Marcastel, Silène Edgar, Thomas Andrew, Sebastian Bernadotte, Anne-Marie Desplat-Duc, Evelyne Brisou-Pellen, Laurence Colin, Katia Lanero Zamora, Camille Salomon, Anna Combelle, Solène Chartier, Carole Jamin) qui ont mis des histoires en libre de droit sur le site Kilitoo, proposant ainsi aux enfants de 2 à 15 ans un vaste choix de lectures basées sur le fantastique, la fantasy et l’imaginaire.

## Publications
- 2009
  - L'Ogre de la Couronne, Les 400 Coups.
  - Dans les griffes du Klan, Le Seuil.
- 2010
  - Kroko, Le Seuil.
  - Les Enquêtes d'Hector Krine, T1 : Les Pilleurs de cercueils, Gründ.
- 2011
  - Les Enquêtes d'Hector Krine, T2 : L'Affaire Jonathan Harker, Gründ.
- 2012
  - Il était une fois dans l'Hüld, Oskar.
  - Les Enquêtes d'Hector Krine, T3 : Le Maître des hybrides, Gründ.
- 2013
  - N.H., Oskar.
  - Capitaine Squelette, Flammarion.
  - Le Mystère du trésor englouti, Imaginemos.
- 2015
  - L'Aigle et le Dragon, Je Bouquine.
  - L'Ultramonde, T1 : Les Trois pierres du Fâark, Le Seuil.
- 2016
  - Cinémonstres, T1 : La Créature du lagon maudit (avec Laurent Audouin), Sarbacane.
  - Cinémonstres, T2 : Menace d'Outres-espace (avec Laurent Audouin), Sarbacane.
  - L'Ultramonde, T2 : Les Dérailleurs, Le Seuil.
- 2017
  - Cinémonstres, T3, L'Abominable docteur Mouche (avec Laurent Audouin), Sarbacane.
  - Une journée très rock n'roll, Toboggan.
  - La Team Sherlock, T1 : Le Mystère Moriarty, Le Seuil.
- 2018
  - Liloo, fille des cavernes, T1 : La Grande Chasse (avec Pierre Uong), Frimousse.
  - La Team Sherlock, T2 : L'Énigme du Mara Khol Ma, Le Seuil.
  - Liloo, fille des cavernes, T2 : La Montagne des âmes (avec Pierre Uong), Frimousse.
  - Jules César. Une visite au musée des temps passés (avec Alexandre Grandazzi et Alice Meitegnier), Gründ/Perrin.
- 2020
  - La Baronne du jazz, Stéphane Tamaillon (scénario), Priscilla Horviller (dessin, couleurs), Steinkis  (ISBN 978-2-36846-275-1).
- 2021
  - L'Île du docteur Moreau de H.G. Wells, Tome 1, Stéphane Tamaillon (scénario), Joël Legars (dessin) et Anna Conzatti (couleurs), Delcourt  (ISBN 978-2-41303-946-4)[3].
- 2022
  - Les Enfants d'abord : Janusz Korczak, une vie au service de la pédagogie et des droits de l'enfant, Stéphane Tamaillon (scénario) et Priscilla Horviller (dessin), Steinkis  (ISBN 978-2-36846-425-0).
- 2023
  - L'Île du docteur Moreau de H.G. Wells, Tome 2, Stéphane Tamaillon (scénario), Joël Legars (dessin) et Anna Conzatti (couleurs), Delcourt  (ISBN 978-2-41303-947-1).
- 2024
  - Hors-la-loi, Stéphane Tamaillon (scénario) et Priscilla Horviller (dessin), Steinkis  (ISBN 978-2-501-16353-8).